# Leucochrysa maronica
Leucochrysa maronica är en insektsart som beskrevs av Navás 1915. Leucochrysa maronica ingår i släktet Leucochrysa och familjen guldögonsländor. Inga underarter finns listade i Catalogue of Life.